# Rubén Américo Martí
Rubén Américo Martí (Córdoba, 27 de marzo de 1941-ibidem, 21 de abril de 2013) fue un político argentino, intendente de la ciudad de Córdoba entre 1991 y 1999. Reelecto en 1995, su intendencia estuvo marcada por el acento en las cuestiones ambientales y el impulso a la descentralización de la gestión municipal.

## Trayectoria política
Desde los 16 años militó en el radicalismo. Con el retorno de la democracia en Argentina en 1983, asumió una banca en la Cámara de Diputados de la provincia de Córdoba.
En el año 1987 el entonces gobernador Eduardo C. Angeloz lo nombró ministro de Asuntos Sociales, cargo que ocupó por cuatro años. En 1991 Martí se enfrentó en interna para intendente de la ciudad de Córdoba al entonces vicegobernador de la provincia Mario Negri a quien derrotó y así logró la candidatura a la intendencia.
Martí pertenecía al sector Línea Córdoba la cual lideró en la ciudad en los 90. 

### Intendencia
En septiembre de 1991, Martí fue elegido intendente de la ciudad de Córdoba, cargo que desempeñó por dos períodos hasta 1999. Durante su gestión se crearon los Centros de Participación Comunal (CPC).
Su mandato se caracterizó por las divisiones internas del radicalismo que entorpecieron el accionar. luego de 1998 la derrota de Mestre, el temprano alejamiento de Rubén Martí y las dificultades legales que afrontaba Eduardo Angeloz dieron lugar a una ausencia de referentes locales en un contexto de crisis de liderazgo dentro de la UCR, se dificultó la constitución de una coalición dominante y se obstaculizó la cohesión necesaria para ejercer un rol representativo eficaz en sus diversos ámbitos de actuación, la arena electoral y la legislativa. 
En 2007 fue amonestado por su partido, la UCR, por no apoyar y criticar la candidatura legislativa de Mario Negri, que se hallaba involucrado en diversas causas judiciales. Posteriormente, fue senador nacional del 2001 hasta el 2003
Hacia el final de su vida fue asesor ad honorem[cita requerida] del intendente Ramón J. Mestre y desde noviembre de 2012 estuvo a cargo del Instituto de Planificación Municipal (IPLAM), en reemplazo de Martín Lardone (quién había fallecido en un accidente en Salta). Falleció en 2013.

## Elecciones intendente de Córdoba 1991[8]
| Candidato           | Partido              | Porcentaje |
| ------------------- | -------------------- | ---------- |
| Rubén Américo Martí | Unión Cívica Radical | 48,6%      |
| Hugo Taboada        | UFS-CFI              | 42,8%      |
| José Palazzo        | Ucede                | 3,05%      |

## Elecciones intendente de Córdoba 1995[8]
| Candidato           | Partido               | Porcentaje |
| ------------------- | --------------------- | ---------- |
| Rubén Américo Martí | Unión Cívica Radical  | 44,8%      |
| César Albrisi       | Partido Justicialista | 31,2%      |
| Germán Kammerath    | Ucede                 | 8,6%       |

## Fallecimiento
El 18 de abril de 2013, Martí tuvo su último contacto con la Municipalidad de la ciudad, donde acordó con el intendente Mestre una reunión para el 22 de abril. Se suicidó el 21 de abril de 2013 tras un largo cuadro de bipolaridad.
Según su pareja sentimental, luego de seguir el encuentro entre Boca Juniors - Belgrano, lo invitó a realizar una caminata. Este desistió y quedó sólo en su casa del barrio Cerro de las Rosas. Cerca de la hora 20 del domingo 21 de abril, fue hallado sin vida. Desde Eduardo C. Angeloz, Juan Schiaretti y José Manuel de la Sota reconocieron sus gestiones y expresaron su pesar luego de que la noticia salió a la luz.